# Милош Танасковић
Милош Танасковић (Београд, 25. март 1982) српски је глумац.

## Биографија
Рођен је 25. марта 1982. године у Београду. Након завршене средње школе почео се бавити глумом, по узору на своје идоле Ал Пачина, Роберта де Нира, Едварда Нортона и Кевина Спејсија. Дипломирао је на Факултету драмских уметности Универзитета уметности у Београду.

### Филмографија
| Год.         | Назив                           | Улога             |
| ------------ | ------------------------------- | ----------------- |
| 2006.        | Шејтанов ратник                 | Мирко             |
| 2010.        | Тотално нови талас (серија)     | Бојан             |
| 2010.        | Шишање                          | Мирко             |
| 2010.        | Ако зрно не умре                | Прле              |
| 2011.        | Здухач значи авантура           | Бојан             |
| 2011.        | Октобар                         | Урош              |
| 2012.        | Инспектор Нардоне (серија)      | Раниери           |
| 2013.        | Жене са Дедиња (серија)         | Коста             |
| 2018.        | Јутро ће променити све (серија) | Бранислав         |
| 2020         | Апис (документарац)             | Војислав Танкосић |
| 2020 - 2022. | Клан (серија)                   | Благоје           |
| 2021.        | Пуцњи у Марсеју                 | Мазук де Герин    |
| 2023.        | 3211                            | џанки             |
| 2023.        | Камионџије д. о. о. (серија)    | Невенкин уредник  |
| 2024.        | Воља синовљева                  |                   |